# بحران آیین
بحران آیین (به انگلیسی: Religion in crisis) فیلمی هندی محصول سال ۲۰۱۱ و به کارگردانی فؤاد خان است. در این فیلم بازیگرانی همچون پارش راوال، نصیرالدین شاه، آنو کاپور و هازل کیچ ایفای نقش کرده‌اند.
این فیلم بر اساس کافر ساخته شده‌است.